# Parum colligata
Parum colligata är en fjärilsart som beskrevs av Walker 1856. Parum colligata ingår i släktet Parum och familjen svärmare. Inga underarter finns listade i Catalogue of Life.